# سید شریس
سی‌د شِریس (انگلیسی: Cyd Charisse؛ ۸ مارس ۱۹۲۲ – ۱۷ ژوئن ۲۰۰۸) هنرپیشه و رقصنده اهل ایالات متحده آمریکا بود. وی بین سال‌های ۱۹۳۹ تا ۲۰۰۷ میلادی فعالیت می‌کرد.

## فیلم‌شناسی
- مأموریت به مسکو
- تا زمانی که ابرها کنار بروند (۱۹۴۶)
- تنش (۱۹۴۹)
- سمبررو (۱۹۵۳)
- آواز در باران
- هوا همیشه مناسب است (۱۹۵۵)
- دختر مهمانی (۱۹۵۸)
- راز لباس سرخ (۱۹۶۵)
- واگن دسته موزیک
- جوراب ابریشمی